# Нікольніков Георгій Львович
Георгій Львович Ніко́льніков (14 лютого 1916, село Подивотьє, нині Севського району Брянської області — 9 серпня 1980, Київ) — український радянський історик комунізму, педагог. Доктор історичних наук (1968), професор (1968).

## Біографія
Народився у селі Подивотьє, нині Севського району Брянської області.
Закінчив літературно-лінгвістичний факультет Новозибківського державного педагогічного інституту (1935), Вищу партійну школу при ЦК ВКП(б) (1947).
Працював:
- 1931–33 учитель початкової школи с. Подивотьє;
- 1933–37 учитель історії в м. Дніпропетровську;
- 1937–40 завідувач навчальної частини і викладач історії Дніпропетровського медичного технікуму;Могила Георгія Нікольнікова, Берковецьке кладовище

Могила Георгія Нікольнікова, Берковецьке кладовище

- 1940–41 лектор Дніпропетровського міськкому КП(б)У;
- 1941–44 на партійній роботі;
- 1944–47 лектор, консультант ЦК КП(б)У;
- 1947–52 відповідальний редактор журналу «Сучасне і майбутнє»;
- 1952–64 завідувач кафедри історії міжнародного комуністичного, робітничого і національно-визвольного рухів Вищої партійної школи при ЦК КПУ.

У Київському державному університеті ім. Т. Г. Шевченка:
- 1949–51 старший викладач кафедри історії міжнародних відносин факультету міжнародних відносин та міжнародного права;
- 1954–57 доцент кафедри марксизму-ленінізму, 1964–76 завідувач, 1976–80 професор-консультант кафедри наукового комунізму Інституту підвищення кваліфікації викладачів суспільних наук.

Читав курси лекцій з наукового комунізму, історії міжнародних відносин.
Помер на 65-му році життя 9 серпня 1980 року. Похований на Берковецькому кладовищі (ділянка № 76, 50°29′21.50″ пн. ш. 30°23′48.40″ сх. д. / 50.4893056° пн. ш. 30.3967778° сх. д.).

## Наукова діяльність
Сфера наукових інтересів: історія міжнародних відносин, міжнародного комуністичного руху, зовнішньої політики СРСР, Брестський мир 1918 р. Автор понад 200 наукових праць.
Кандидатська дисертація «Відносини між Українською СРР та Румунією у 1917—1921 рр.» (1949), докторська дисертація «Брестський мир — перемога ленинської стратегії й тактики» (1967).

### Основні публікації
- Будівництво комунізму в СРСР і міжнародний робітничий рух. К., 1959.
- Победа ленинской стратегии и тактики по вопросам войны, мира и революции. К., 1966.
- Выдающаяся победа ленинской стратегии и тактики (Брестский мир: от заключения до разрыва). М., 1968.
- Борьба за мир и современные проблемы защиты социализма: Учеб. пособ. К., 1979.
- Развитое социалистическое общество и мировой революционный процесс. К., 1979 (у співавт.).
- Брестский мир и Украина. К., 1981.

## Нагороди
- орден Трудового Червоного Прапора
- два ордени «Знак Пошани»